# Dissociation électromécanique
La dissociation électromécanique est un type d'arrêt cardio-circulatoire dans lequel le débit sanguin est très faible en dépit d'une activité électrique du cœur presque normale, contrairement aux cas de trouble du rythme cardiaque (fibrillation ou tachycardie ventriculaire) et d'asystolie (absence prolongée de toute activité électrique).

## Diagnostic
Son diagnostic requiert un électrocardiogramme ou un scope posé lors de la réanimation d'un arrêt cardio-circulatoire. Il n'est donc pas fait en temps réel par les défibrillateurs automatiques qui ne comportent pas d'écran mais qui enregistrent l'activité électrique dans une mémoire qui peut être consultée secondairement.
La dissociation électromécanique doit être distinguée des « rythmes agoniques » où les QRS (onde de dépolarisation des ventricules) sont très élargis et déformés.

## Épidémiologie
Un tableau de dissociation électromécanique est retrouvé dans moins d'un tiers des arrêts cardio-circulatoires, mais cette proportion tend à croître. L'explication tiendrait plus à une diminution des troubles du rythme ventriculaire, mieux prévenus par le traitement médical et le défibrillateur automatique implantable, que par une réelle croissance des cas.
Par rapport aux arrêts par troubles rythmiques, ceux survenant sur dissociation concernent des patients plus âgés, dont notamment les femmes et les noirs, ainsi qu'un antécédent plus fréquent de syncope.

## Causes
La dissociation électromécanique apparaît dans les situations d'hypovolémie extrême, par hémorragie massive par exemple, les défaillances cardiaques majeures, les asphyxies, les obstacles au débit cardiaque (comme une embolie pulmonaire massive, une tamponnade). Un tableau identique peut survenir après un trouble du rythme ventriculaire régularisé par un choc électrique externe.

## Traitement
Le choc électrique externe est sans effet et le défibrillateur automatique ne le propose pas dans ce cas.
Le traitement repose sur les mesures classiques de réanimation cardio-pulmonaire, le remplissage vasculaire (cristalloïdes ou macromolécules) et l'injection de médicaments inotropes positifs (substances renforçant la contraction cardiaque)

## Pronostic
Il est plus sombre que celui d'une mort subite par troubles du rythme ventriculaire avec une survie comptabilisée à la sortie de l'hôpital de l'ordre de 6 % (contre 25 % pour les troubles rythmiques). La survie des patients de plus de 80 ans est exceptionnelle.